# Fowey (fleuve)
La Fowey (Fowi en cornique) est un fleuve des Cornouailles, en Angleterre.

## Cours
La Fowey prend sa source à Fowey Well (Fenten Fowi en cornique), dans les landes de Bodmin Moor, au nord-ouest de la colline de Brown Willy. Elle se jette dans la Manche à Fowey.

## Protection
La Fowey traverse deux sites d'intérêt scientifique particulier (SSSI) : sa vallée haute (Upper Fowey Valley) et, en aval, la forêt de Draynes Wood, où le fleuve coule à travers des gorges étroites et voit son cours interrompu par des cascades. Les chutes de Golitha, situées dans Draynes Wood, sont également une réserve naturelle nationale (NNR).